# Ličko Cerje
Ličko Cerje is een plaats in de gemeente Lovinac in de Kroatische provincie Lika-Senj. De plaats telt 117 inwoners (2001).